# 18838 Shannon
18838 Shannon este un asteroid din centura principală de asteroizi.

## Descriere
18838 Shannon este un asteroid din centura principală de asteroizi. A fost descoperit pe 18 iulie 1999 la Observatorul din Ondřejov de Lenka Sarounova și P. Kusnirak. Asteroidul prezintă o orbită caracterizată de o semiaxă mare de 2,87 ua, o excentricitate de 0,08 și o înclinație de 1,3° în raport cu ecliptica.